# Трећи храм
Трећи јерусалимски храм, према јеврејској традицији, биће подигнут на истом месту, на Храмовној гори у Јерусалиму, где су некада стајала претходна два храма. Према пророцима Древног Израиља, овај Храм ће постати духовни центар за јеврејски народ и читаво човечанство.

## Уређење Трећег храма
Традиционално јеврејско веровање је да Трећи храм треба да буде по узору на Храм који је детаљно описан у пророчкој визији пророка Језекиља (Језекиљ 40—48). Језекиљ, вођен руком Свевишњег и у пратњи анђела, путује у будућност и пролази кроз територију одређеног Храма, прелазећи из спољашњег дворишта у унутрашње, а затим у Свети Храм и његову Светиња над светињама. Такав Храм, међутим, никада није изграђен, јер је Језекиљево пророчанство прилично нејасно и непрецизно. Градитељи Другог храма били су принуђени да у својој структури комбинују архитектуру Соломоновог храма са оним елементима Језекиљевог храма, чији је опис сасвим јасан и разумљив . Из тог разлога, јеврејски учитељи закона сврставају ово пророчанство међу пророчанства које ће се испунити у само време долазећег Ослобођења (Геула), које ће доћи са доласком Месије.
Храм у визији Језекиља само по свом општем изгледу личи на своје претходнике, садржи и: Трем (Улам), Светилиште (Хеикхал), Светињу над светињама (Двир) и Двор (Азара). Иначе, овај Храм се значајно разликује од Првог и Другог Храма и по облику и по величини. Спољашње двориште у Храму из пророчанства Језекиља има додатних 100 лаката од севера и од југа, што му даје квадратни облик. Изградња Храма ове величине захтевала би значајне тополошке промене да би се проширила област Брда храма.
Истраживачи који покушавају да обнове изглед Трећег храма према опису Језекиља суочавају се са значајним потешкоћама:
- Многе фразе посвећене структури Храма пркосе недвосмисленом тумачењу.
- Опис многих архитектонских детаља је прилично нејасан и неразговетан.
- Значење многих техничких термина није јасно.

До данас је написано много различитих коментара о структури Трећег храма, од којих су најважнији такође изграђени и архитектонски модели. Најпознатији је приступ Раши, Вилна Гаон, стр. Yом Тов Липман-Геллер (у својој књизи 'צורת הבית', "Структура куће") и модерна интерпретација "Даат ха-микра", по којој је и модел изграђен.

## Локација Трећег храма
Традиционално, Храм се налази на месту где се данас налази комплекс Чарам ал-Шариф, тачније Kупола на стени (Kуббет ес-Сацхра), коју је изградио Абд ал-Малик 637. године. Присталице ове тачке гледишта ослањају се на информације из историјских извора, према којима је Kубат ал-Сахра блокирао остатке Другог храма који је овде стајао. Kонцепт је најспорније и најдоследније представио професор Лин Ритмајер.
У средини Kуполе на стени, велика стена, дуга 17,7 метара и широка 13,5 метара, уздиже се 1,25—2 метра. Овај камен се сматра светим и окружен је позлаћеном решетком тако да га нико не дира. Верује се да је ово Евен Ха-Схтиyа („Kамен темељац“) , за који Талмуд каже да је Господ од њега започео стварање света и који је стављен у Светињу над светињама јерусалимског храма.  Међутим, ово је у супротности са оним што је познато о Камену темељцу из јеврејских извора. Дакле, према Мишни, он се издигао изнад тла само за три прста, а сада видљива стена достиже два метра; поред тога, изузетно је неравна и усмерена нагоре и првосвештеник није могао да стави кадионицу на њега на Јом Kипур.
Други верују да се на овом камену у дворишту Храма налазио олтар за жртву паљеницу. У овом случају, Храм се налазио западно од овог камена. Ово мишљење је вероватније, јер одговара просторним односима на Храмском тргу и омогућава постављање равне површине довољно великих димензија.
Постоје и друге опције за локализацију Храма. Пре скоро две деценије, израелски физичар Ашер Kауфман је сугерисао да се и Први и Други храм налазе 110 метара северно од Kуполе на стени. Према његовим прорачунима, Светиња над светињама и Kамен темељац налазе се испод садашње „Kуполе духова“ – мале муслиманске средњовековне грађевине.
Супротну, „јужну“ (у односу на Kуполу на стени) локализацију Храма развио је у протеклих пет година чувени израелски архитекта Тувија Сагив. Поставља га на место модерне фонтане Ал-Kас.
Неки покрети везани за месијански јудаизам изнели су пројекат Трећег храма према Језекиљевом пророчанству, 30 км јужно од Јерусалима, 14 км западно од Еин Гедија.

## Изградња Трећег храма
Међу јеврејским законодавцима не постоји консензус око процеса обнове Трећег храма. Постоје два главна мишљења:
Највећи јеврејски коментатор Торе и Талмуда Раши верује да ће се Храм неким чудом појавити већ потпуно обновљен, и остаће само да се додају капије и утврђења.
Велики јеврејски филозоф Мајмонид (Рамбам)  пише да ће Храм саградити Месија Kраљ (помазаник) након што учврсти свој престо. Баш као што је то било у данима цара Давида и Соломона: након што је Давид победио непријатеље Израиља, његов син Соломон је саградио Храм. Дакле, ако будући помазани краљ то заиста може, биће то неоспоран доказ да је он Месија, кога је јеврејски народ толико дуго чекао.
Многи коментатори комбинују оба ова приступа:
Садиа Гаон каже да ће прво људи изградити Храм, а затим ће се на њега спустити Шекина (Божанско присуство), као што се догодило у време Мојсија и у време краља Соломона.
Према Махаршу , Трећи храм ће у себи објединити све синагоге света, које ће се на чудесан начин сабрати на једном месту и сачињавати Трећи храм, који ће сићи са неба већ потпуно обновљен.
Истовремено, постоји и мишљење да ће Храм градити људи и, могуће, чак и пре доласка Месије . Ово следи, на пример, из речи Рашијевог коментара на књигу пророка Језекиља да је опис Храма потребан „да би се могао саградити у прави час“ . У сваком случају, Раши, у свом коментару на Танах и Талмуд, више пута пише да је заповест о изградњи Храма дата јеврејском народу за сва времена. Мајмонид у својим списима такође тврди да заповест о изградњи Храма остаје релевантна у свим генерацијама.
Из тог разлога, многи савремени рабини верују да ниједна хипотетичка ситуација, према њиховом схватању Рашија и Мајмонида, не може ослободити јеврејски народ од обавезе изградње Храма и тиме поништити заповест Торе. По њиховом мишљењу, краљ је био неопходан само за изградњу Првог храма, који је требало да означи „место које ће Господ изабрати“. Међутим, од када је ово место постало познато, краљ Израела више није потребан за изградњу Храма, као што се то догодило приликом изградње Другог храма.
Неколико организација тренутно ради на проблему обнове Храма. Сви они блиско сарађују како би координирали своје акције. Прва организација која је активно тражила изградњу Храма био је покрет Нааманеи Хар хабаyт (Зилоти храмске планине), основан убрзо након Шестодневног рата. Њен вођа је бивши официр Мосада, резервни официр Гершон Саломон. Нешто касније настао је „Покрет за подизање храма“ који су предводили рабин Јосеф Елбоим и његов син рабин Давид Елбоим.
Институт храма Махон хамикдаш је далеко највећа институција која промовише идеју оживљавања Храма. Налази се у јеврејској четврти Старог града Јерусалима, у близини Храма. Тим научника Института рекреирао је прибор неопходан за храмовну службу, као и одежде првосвештеника. Све ово је приказано у музеју који ради при институту. Оснивач и директор овог института, рабин Израел Ариел, био је један од падобранаца који су 1967. године ослободили Стари град.
С времена на време, постоје позиви неких хришћанских и јеврејских верских вођа да се обнови јеврејски храм на гори храма. По правилу, присталице идеје о изградњи Трећег храма позивају на уништење Куполе на стени, која стоји на месту где треба да стоји Храм. Ипак, разматра се и друга опција, у којој ће арапско светилиште остати нетакнуто, под условом да се немуслиманима у њему дозволи молитва.
Организација „Институт Храма”, која се залаже за изградњу Трећег храма у Јерусалиму, од 1987. године трага за јуницама које испуњавају строге услове како би постале ритуалне животиње. Потребно је да буде потпуно црвена и да нема никакве белеге нити ознаке на себи. Јеврејски свештеници ће након њиховог жртвоприношења одржати обред очишћења водом помешаном са пепелом од жртава. Животиње које се могу користити у овом ритуалу су набављене, испоручене Израелу у марту 2024. године и тиме су се стекли услови за рушење Ал Аксе и изградњу Трећег храма. Институт храма на свом сајту наводи да су посвећени Божијој заповести да се на Храмовној гори у Јерусалиму подигне Свети храм. Сама реалност јеврејског присуства значи да ће храм бити обновљен, наводе у институту и додају да се убрзано приближавамо катаклизмичним временима у којима ће „Свети храм поново бити жариште духовног центра човечанства”.
Спаљивање жртве је једна од 613 јеврејских заповести, о од ње зависи потпуна обнова свих аспеката службе у Светом храму и оживљавање потпуне ритуалне чистоте међу Јеврејима. на припремању црвене јунице. Институт је два пута куповао црвене јунице, али се касније испоставило да нису испуњавале потребне услове. Овог трећег пута јунице су стигле из Тексаса (САД) и потпуно испуњавају верске прописе.
Чланови покрета залажу за извођење јеврејских ритуала у џамији Ал Акса, кршећи дугогодишњу забрану присуства Јевреја у овој богомољи. Држава Израел је помогла у откупу и у испоруци јуница у ову земљу, тврди Ал Џазира, позивајући се на истраживање јеврејске невладине организације „Ир Амим“. Увезени су као кућни љубимци, наводи се даље, како би се заобишла тадашња ограничења на увоз живе стоке.
Израелско министарство пољопривреде и руралног развоја заобишло је прописе када је тражило дозволу за увоз црвених јуница, известио је „Ир Амим” у извештају из августа прошле године. Нетанел Исак, генерални директор Министарства послова и наслеђа Јерусалима, одржао је говор у част доласка јуница на аеродром Бен Гурион у септембру 2022. године и признао да министарство финансира развој области Маслинске горе где планирана је церемонија. У испоруци јуница учествовала је и јеврејско-хришћанска организација „Бонех Израел“.
О доласку црвених јуница у Израел известио је и „Џерузалем пост”, наводећи да ће оне бити смештене на две локације док не дође време за ритуално жртвовање. Лист је цитирао тексашког фармера Бајрона Стинсона који је узгајао јунице.
У извештају катарских медија цитира се и говор хришћанског проповедника Мајка Семјуела Смита из евангелистичке хришћанске групе „Бонех Израел“, у којем каже да се после 2.000 година појавила одговарајућа црвена јуница и да верује да ће њена жртвовања бити извршена у пролеће 2024. године у периоду од Пасхе (крај априла) до Педесетнице (средина маја).
Црвене јунице су наводно биле један од разлога за напад 7. октобра 2023, године.

## Трећи храм у хришћанству
У традиционалним хришћанским изворима (на пример „Тачно излагање православне вере“ Јована Дамаскина) лажни месија, „преварант који себе назива Богом“ је Антихрист. Он ће обновити Трећи храм и тамо ће наставити службе, што ће послужити као један од знакова близине Другог доласка Месије — Христа.